# Henning Poulsen (historiker)
 Der er flere personer med dette navn, se Henning Poulsen.
Henning Poulsen (født 27. april 1934 i Randers, død 30. april 2014) var en dansk historiker, dr.phil. og professor emeritus.
Han var søn af landpostbud Viggo Poulsen og hustru Karen født Leensbak, blev i 1960 cand.mag. i historie og dansk fra Københavns Universitet og blev i 1970 dr.phil. ved Aarhus Universitet på disputatsen Besættelsesmagten og de danske nazister. Det politiske forhold mellem tyske myndigheder og nazistiske kredse i Danmark 1940-43. Anden Verdenskrig og Danmark under Besættelsen har været to hovedtemaer i Poulsens forskning.
Henning Poulsen blev videnskabelig medarbejder ved Udgiverselskab for Danmarks nyere Historie og blev i 1967 amanuensis ved Aarhus Universitet, hvilket han var til 1974, hvor han blev udnævnt til professor. I 2000 gik han på pension. Fra 1992 til 2002 var han formand for Jysk Selskab for Historie og fra 1999 til 2002 formand for Dansk Center for Holocaust- og Folkedrabsstudier.
Henning Poulsen blev 6. maj 1961 gift med Bodil Abrahamsen (født 4. november 1932 i København), datter af forstander, kaptajn Otto Kierulf Abrahamsen (død 1957) og hustru Vibege født Schack von Brockdorff (død 1993).

## Forfatterskab
- (sammen med Henrik S. Nissen): På Dansk friheds grund: Dansk Ungdomssamvirke og De ældres Råd 1940-1945, Købehavn: Gyldendal 1963.
- (sammen med Hans Kirchhoff & Henrik S. Nissen): Besættelsestidens historie, Fremad 1964.
- Besættelsesmagten og de danske nazister. Det politiske forhold mellem tyske myndigheder og nazistiske kredse i Danmark 1940-43, 1970 (disputats).
- Fascisme og nazisme 1919-1945, København: Det Berlingske Forlag 1980. ISBN 8719401094
- Kapitel i Knut Helle, Tägil Simensen, Sven Jarle & Kåre Tønnesson: Aschehougs Verdenshistorie, bind 13: Fra krig til krig 1914-1945, Oslo: Aschehoug 1982.
- (red. Hans Kirchhoff): Den 2. verdenskrig: Hitlers krig 1939-41, bind 1, København: Gyldendal 1989, 2. udgave 1995. ISBN 8700324620
- Besættelsesårene 1940-45, Aarhus: Aarhus Universitetsforlag 2005. ISBN 8779341810